# Chefcibah
Chefcibah nebo Chefcivah (hebrejsky חֶפְצִיבָּהּ‎, anglicky Heftziba, v oficiálním seznamu sídel Hefzi-Bah) je vesnice typu kibuc v Izraeli, v Severním distriktu, v oblastní radě Gilboa.

## Geografie
Leží v nadmořské výšce 76 m pod úrovní moře na pomezí intenzivně zemědělsky obdělávaného Charodského údolí (které dál k východu přechází v Bejtše'anské údolí) a pohoří Gilboa. Svahy pohoří Gilboa jsou většinou zalesněné a vystupují prudce ze dna údolí. Poblíž vesnice zde Gilboa vybíhá v dílčí vrcholky Har Barkan a Har Gefet. Severně od obce začíná zcela rovinaté Charodské údolí, jímž protéká potok Nachal Charod, členěné četnými umělými vodními nádržemi.
Vesnice je situována 25 km jihojihozápadně od Galilejského jezera, 13 km západně od řeky Jordánu, přibližně 6 km západně od města Bejt Še'an, 78 km severovýchodně od centra Tel Avivu a 52 km jihovýchodně od centra Haify. Chefcibah obývají Židé, přičemž osídlení v tomto regionu je ryze židovské. Vesnice je územně propojená s vedlejším kibucem Bejt Alfa.
Chefcibah leží 3 km od Zelené linie, která odděluje Izrael od okupovaného Západního břehu Jordánu s demografickou převahou palestinských Arabů. Od Západního břehu Jordánu byla počátkem 21. století oddělena izraelskou bezpečnostní bariérou.
Chefcibah je na dopravní síť napojena pomocí lokální silnice číslo 669.

## Dějiny

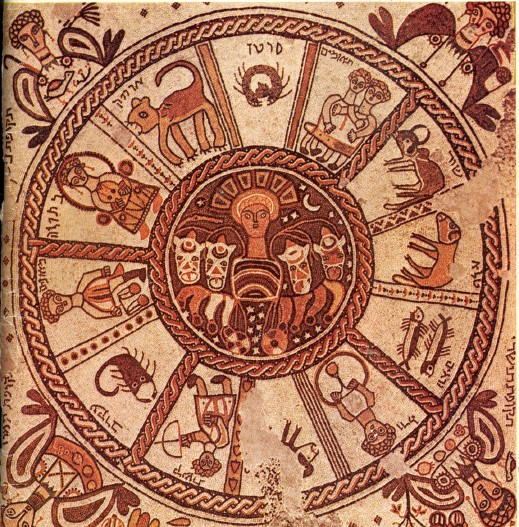
Detail mozaiky starověké synagogy v Bejt Alfa

Chefcibah byl založen v roce 1922. Zakladateli kibucu byla skupina židovských přistěhovalců z třetí alije původem z Německa a Československa, kteří předtím procházeli zemědělským výcvikem na farmě Chavat Chefcibah poblíž Chadery. Později se sem přistěhovali i Židé z Rumunska a SSSR.
Kibuc Chefcibah vznikl jen několik set metrů od osady Bejt Alfa založené téhož roku. Postupem času obě vesnice srostly do souvislé aglomerace, byť si uchovávají svou administrativní samostatnost. Nedlouho po založení kibucu byla na pomezí Chefcibahu a sousední Bejt Alfy objevena synagoga z doby Talmudu a Mišny s mozaikovou podlahou. Tato synagoga v Bejt Alfa je dnes turisticky využívána a je vyhlášena za národní park.
Roku 1949 měla vesnice 371 obyvatel a rozlohu katastrálního území 2456 dunamů (2,456 km²).
Ekonomika je založena na zemědělství a průmyslu. Kibuc prošel privatizací a odměňuje své členy individuálně, podle odvedené práce. V obci funguje zdravotní středisko a plavecký bazén.

## Demografie
Obyvatelstvo kibucu Chefcibah je sekulární. Podle údajů z roku 2014 tvořili naprostou většinu obyvatel v Chefcibahu Židé (včetně statistické kategorie „ostatní“, která zahrnuje nearabské obyvatele židovského původu ale bez formální příslušnosti k židovskému náboženství).
Jde o menší sídlo vesnického typu s dlouhodobě klesající populací. K 31. prosinci 2014 zde žilo 463 lidí. Během roku 2014 populace stoupla o 3,8 %.
| Rok            | 1948 | 1949 | 1961 | 1972 | 1983 | 1995 | 2001 | 2003 | 2004 | 2005 | 2006 | 2007 | 2008 | 2009 | 2010 | 2011 | 2012 | 2013 | 2014 |
| -------------- | ---- | ---- | ---- | ---- | ---- | ---- | ---- | ---- | ---- | ---- | ---- | ---- | ---- | ---- | ---- | ---- | ---- | ---- | ---- |
| Počet obyvatel | 438  | 371  | 484  | 510  | 561  | 421  | 400  | 397  | 393  | 379  | 374  | 370  | 365  | 390  | 408  | 413  | 440  | 446  | 463  |